# رتسرکا گورنا
رتسرکا گورنا (به لهستانی:  Rycerka Górna) یک روستا در لهستان است که در گمینا رایچا واقع شده‌است. رتسرکا گورنا ۱٬۵۰۰ نفر جمعیت دارد.